# Polybioides tabidus
Polybioides tabidus är en getingart som först beskrevs av Fabricius 1781.  Polybioides tabidus ingår i släktet Polybioides och familjen getingar. Inga underarter finns listade i Catalogue of Life.